# Abbaye de Michaelsberg
L'abbaye de Michaelsberg (littéralement « du mont de Michel») est une ancienne abbaye bénédictine appartenant à la congrégation de Subiaco, au sein de la confédération bénédictine. Elle se trouve à Siegburg en Allemagne et fut fondée en 1064 par l'archevêque saint Annon de Cologne. En 2009, la communauté était composée de quatorze moines. Elle a fermé en juin 2011. Six carmes déchaux originaires d'Inde s'y sont installés à la demande de l'archevêque de Cologne en 2013.

## Histoire
L'abbaye est fondée par l'archevêque de Cologne, Annon II, et devient un centre spirituel important pour la réforme de la règle de saint Benoît par Cluny en Europe. Les restes de saint Annon, canonisé en 1183, s'y trouvent. Le futur évêque de Ratisbonne, Conrad Ier de Raitenbuch, en est l'abbé au XIIe siècle.
L'abbaye devient abbaye d'Empire en 1512, dépendant directement de l'empereur, mais elle perd ce privilège en 1676. L'abbaye est occupée par les troupes suédoises entre 1632 et 1635. Elle est reconstruite dans le style baroque entre 1649 et 1667.
À partir du XVIe siècle l'abbaye fabrique une liqueur renommée.
Elle est confisquée par le recès d'Empire de 1803, inspiré par Napoléon Bonaparte pour dédommager les princes allemands. Elle est transformée en bâtiment administratif, en asile d'aliénés (entre 1825 et 1878) et enfin en prison (1879-1914).
Des moines allemands de l'abbaye Saint-Clément de Merkelbeek, fondée en Hollande à l'époque du Kulturkampf, viennent refonder l'abbaye le 2 juillet 1914, mais doivent laisser la place à un hôpital militaire un mois plus tard avec le début de la guerre. L'hôpital est occupé par les troupes britanniques puis canadiennes à partir de 1919. Une petite partie est laissée néanmoins à deux moines. L'abbaye est transformée en Caserne de la Marne par les troupes françaises d'occupation en 1920, et une partie plus grande est donnée aux moines l'année suivante. L'abbaye retrouve tous ses murs au départ des Français en 1926.
Les vocations sont nombreuses par la suite, mais les autorités expulsent les moines entre 1941 et 1945. Ceux-ci retrouvent leurs murs à moitié écroulés en 1945, après les bombardements britanniques du 28 décembre 1944 et de mars 1945. Ils reconstruisent et reprennent l'exploitation de leur liqueur en 1952, et plus tard, en 2004, produisent une bière appelée « Michel ».

Blason de l'abbaye

Un musée ouvre ses portes dans une aile en 1983. Par ailleurs, l'archidiocèse de Cologne installe dans une partie de l'abbaye, en 1997, la maison d'exercices spirituels Edith Stein. Les moines reçoivent pour des retraites.
L'abbaye est dissoute en 2010-2011 pour raisons financières, le musée est fermé et les bénédictins dispersés dans divers prieurés ou abbayes. Six carmes déchaux venus d'Inde sont invités par l'archevêque de Cologne à s'installer dans une partie des locaux. La maison Edith Stein continue son activité au sein des murs, sous la direction de l'archevêché.